# Kabupaten de Halmahera central
Le kabupaten de Halmahera central, en indonésien Kabupaten Halmahera Tengah, est un kabupaten de la province indonésienne des Moluques du Nord. Il est situé sur l'île de Halmahera, la plus grande de la province. Son chef-lieu est Weda. Sa superficie est de 8 381 km2. Sa population était de 145 200 habitants en 2000.
Auparavant, le chef-lieu de Halmahera central était Soasio dans l'île de Tidore. Avec la création de la province des Moluques du Nord, en 2003, Halmahera central a été divisé en trois nouveaux kabupatens :
- Halmahera central ;
- Halmahera oriental, avec pour chef-lieu Maba ;
- l'île de Tidore avec Soasio pour chef-lieu.

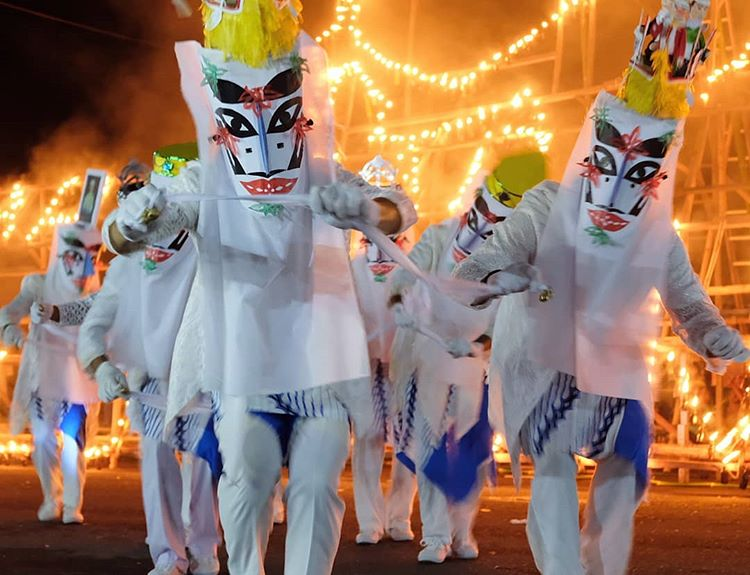
Danse Coka Iba